# Walter Devlin
Walter James "Corky" Devlin (Newark, Nueva Jersey, 21 de diciembre de 1931-28 de abril de 1995) fue un jugador de baloncesto estadounidense que disputó tres temporadas en la NBA. Con 1,96 metros de altura, lo hacía en la posición de alero.

## Trayectoria deportiva

### Universidad
Jugó durante cuatro temporadas con los Colonials de la Universidad George Washington, en las que promedió 19,7 puntos y 6,8 rebotes por partido. Lideró a los Colonials en su primera aparición en el Torneo de la NCAA en 1955, acabando como noveno máximo anotador de la historia del equipo.

### Profesional
Fue elegido en la novena posición del Draft de la NBA de 1955 por Philadelphia Warriors, pero acabó fichando por Fort Wayne Pistons. En este equipo ocupó la posición de sexto hombre, acabando su primera temporada promediando 7,9 puntos, 2,5 rebotes y 2,0 asistencias por partido. Esa temporada el equipo llegó a las Finales de la NBA, en las que Devlin tuvo un protagonismo inesperado. En el segundo partido de la serie, interceptó un balón que hubiera supuesto la canasta definitiva de los Philadelphia Warriors para poner el marcador 2-0, y ya en el cuarto partido, con la serie 2-1 desfavorable, anotó una canasta en el último segundo con el marcador 107-105 en contra, que hubiera supuesto ir a la prórroga, pero los árbitros consideraron que había sido fuera de tiempo. Finalmente, los Pistons perdieron la final por 4-1.
Tras una temporada más con los Pistons, en la que perdió protagonismo, en 1957 fue traspasado a Minneapolis Lakers a cambio de Ed Kalafat. En su nuevo equipo, dirigido inicialmente por John Kundla y, tras ser destituido, por George Mikan, asumió el puesto de suplente del base titular Slick Leonard, acabando la temporada con 6,8 puntos y 2,4 asistencias por partido, en la peor temporada de la historia de los Lakers, en la que consiguieron únicamente 19 victorias por 53 derrotas.

## Estadísticas de su carrera en la NBA

### Temporada regular
| Temp.   | Edad | Equipo      | Liga | P   | TIT | MIN  | TC  | TCA | %TC  | 3P | 3PA | %3P | TL  | TLA | %TL  | R.OF. | R.DEF. | REB | ASIS | ROB | TAP | PER | FP  | PTS |
| 1955-56 | 24   | Fort Wayne  | NBA  | 69  |     | 22.2 | 2.9 | 7.8 | .370 |    |     |     | 2.1 | 2.8 | .760 |       |        | 2.5 | 2.0  |     |     |     | 1.7 | 7.9 |
| 1956-57 | 25   | Fort Wayne  | NBA  | 71  |     | 17.5 | 2.7 | 7.1 | .378 |    |     |     | 1.4 | 2.0 | .678 |       |        | 2.1 | 2.0  |     |     |     | 1.6 | 6.7 |
| 1957-58 | 26   | Minneapolis | NBA  | 70  |     | 17.8 | 2.4 | 7.0 | .348 |    |     |     | 1.9 | 2.5 | .773 |       |        | 1.9 | 2.4  |     |     |     | 1.5 | 6.8 |
| Total   |      |             | NBA  | 210 |     | 19.2 | 2.7 | 7.3 | .366 |    |     |     | 1.8 | 2.4 | .742 |       |        | 2.1 | 2.1  |     |     |     | 1.6 | 7.1 |

### Playoffs
| Temp.   | Edad | Equipo     | Liga | P  | MIN | TCA | TC  | 3PA | 3P | TLA | TL | R.OF. | REB | ASIS | ROB | TAP | PER | FP | PTS | %TC  | %3P | %FT   | MIN  | PTS  | REB | AST |
| 1955-56 | 24   | Fort Wayne | NBA  | 10 | 275 | 41  | 101 |     |    | 15  | 25 |       | 21  | 23   |     |     |     | 21 | 97  | .406 |     | .600  | 27.5 | 9.7  | 2.1 | 2.3 |
| 1956-57 | 25   | Fort Wayne | NBA  | 1  | 25  | 6   | 8   |     |    | 1   | 1  |       | 5   | 5    |     |     |     | 5  | 13  | .750 |     | 1.000 | 25.0 | 13.0 | 5.0 | 5.0 |
| Total   |      |            | NBA  | 11 | 300 | 47  | 109 |     |    | 16  | 26 |       | 26  | 28   |     |     |     | 26 | 110 | .431 |     | .615  | 27.3 | 10.0 | 2.4 | 2.5 |